# بالکانین نورد
بالکانین نورد (به لاتین: Balankine Nord) یک منطقهٔ مسکونی در سنگال است که در Bignona Department واقع شده‌است. بالکانین نورد ۶۳۱ نفر جمعیت دارد.